# Lenz-Syndrom
Das Lenz-Mikrophthalmie-Syndrom oder Lenz-Syndrom ist eine angeborene Erkrankung mit Kolobom, fehlenden oder zu kleinen Augen, Katarakt in Kombination mit verschiedenen Fehlbildungen an Fingern, Zähnen, Herz und Urogenitaltrakt.
Synonyme sind: Lenz Dysmorphogenetisches Syndrom; Lenz Syndrom II; Syndromale Mikrophthalmie Typ I; englisch Microphthalmia, syndromic; MCOP
Die Bezeichnung bezieht sich auf den deutschen Humangenetiker Widukind Lenz, welcher das Krankheitsbild erstmals 1955 beschrieb.
Das Syndrom ist nicht zu verwechseln mit dem Cenani-Lenz-Syndrom, einer Syndaktylieform.

## Verbreitung
Die Häufigkeit ist nicht bekannt, die Vererbung erfolgt X-Chromosomal-rezessiv.

## Ursache
Je nach zugrunde liegender Mutation können folgende Typen unterschieden werden:
- Typ 1 mit Mutationen im NAA10-Gen auf dem X-Chromosom Genort q28[5] Mutationen in diesem Gen liegen auch dem Ogden-Syndrom zugrunde[6]
- Typ 2 mit Mutationen im BCOR-Gen auf dem X-Chromosom an p11.4[7] Mutationen an dieser Stelle finden sich auch beim Okulo-fazio-cardio-dentalen Syndrom

## Klinische Erscheinungen
Klinische Kriterien sind:
- Augenanomalien wie Mikrophthalmie, Anophthalmie,  Mikrokornea, Kolobome, Strabismus divergens, Blepharophimose, Nystagmus, Katarakt, Myopie
- Gesichtsdysmorphien wie Epikanthus, mongoloide Lidachse, Ohrmuscheldysplasie, Mikrogenie, Zahnanomalien,
- Dysplasie der Finger, Klinodaktylie, Syndaktylie, Kamptodaktylie, Doppeldaumen
- Erheblicher Minderwuchs
- Skelettanomalien wie Hypoplasie der Schlüsselbeine, schmaler Thorax, Cubitus valgus, Kyphoskoliose, lumbale Lordose, Kniebeugekontraktur
- Nierenanomalien wie einseitiges Fehlen, Hydroureter
- Genitalfehlbildungen wie Kryptorchismus, Hypospadie